# Kullabygdens musteri
Kullabygdens musteri är ett musteri i Mjöhult, utanför Höganäs, grundat 1929. Produktionen omfattar naturell, smaksatt respektive lagrad äppelmust.